# 파울라
《파울라》(영어: Paula)는 2016년에 개봉한 독일의 영화이다.

## 줄거리
독일의 예술가 공동체 보릅스베데에서 화가의 꿈을 키워 나가는 파울라. 그녀는 여성이라는 이유만으로 실력을 인정받지 못한 채 주위의 비웃음을 사기 일쑤다. 풍경을 스케치하며 의미 없는 시간을 보내던 파울라는 인간의 신체에 관심을 가지고, 여성의 아름다운 몸을 그대로 화폭에 담아내는 자신만의 작품 세계를 창조하기 시작한다. 그러던 중 그녀의 작품에 유일하게 칭찬을 건넨 촉망받는 화가 오토 모더존과 사랑에 빠지면서 인생의 큰 변화를 맞이하게 되는데…

## 캐스팅
- 카를라 주리 - 파울라 모더존-베커 역
- 알브레흐트 슈흐 - 오토 모더존 역
- 록산느 듀란 - 클라라 베스트호프 역
- 조엘 바스만 - 라이너 마리아 릴케 역
- 스탠리 웨버 - 조르쥬 역
- 마이클 아벤드로스 - 칼 볼데마르 베커 역